# Viaduc de Lembeek
Le viaduc de Lembeek est un pont qui se trouve au début de la LGV 1 belge.